# Liste der Naturdenkmale in Hohenbocka
Die Liste der Naturdenkmale in Hohenbocka nennt die Naturdenkmale in Hohenbocka im Landkreis Oberspreewald-Lausitz in Brandenburg.
In den Spalten befinden sich folgende Informationen:
- Nr.: Identifizierungsnummer nach veröffentlichter Liste. Sie wird von der unteren Naturschutzbehörde des Landkreises oder der kreisfreien Stadt vergeben. Wenn sie bekannt ist, wird sie angegeben. In dieser Spalte kann sich zusätzlich das Wort Wikidata befinden, der entsprechende Link führt zu Angaben zu diesem Naturdenkmal bei Wikidata.
- Bezeichnung: Benennung des Naturdenkmals, in der Regel wird bei Bäume die Baumart genannt. Bekannte Eigennamen werden mit angegeben.
- Gemarkung: Ort oder Gemarkung, in der sich das Naturdenkmal befindet
- Lage: Nennt die Lage des Naturdenkmals im jeweiligen Ortsteil und die geografischen Koordinaten des Naturdenkmals. Link zu einem Kartenansichtstool, um Koordinaten zu setzen. In der Kartenansicht sind Naturdenkmale ohne Koordinaten mit einem roten beziehungsweise orangen Marker dargestellt und können in der Karte gesetzt werden. Denkmale ohne Bild sind mit einem blauen bzw. roten Marker gekennzeichnet, Denkmale mit Bild mit einem grünen beziehungsweise orangen Marker.
- Beschreibung: die Beschreibung des Naturdenkmales
- Schutzzweck: Erläutert den Grund der Unterschutzstellung
- Bild: Zeigt ein Bild des Naturdenkmales und gegebenenfalls ein Link zu weiteren Fotos im Medienarchiv Wikimedia Commons

## Hohenbocka
| Bild            | Bezeichnung                | Lage | Beschreibung | Schutzzweck | Nummer  |
| --------------- | -------------------------- | --- | ------------ | ----------- | ------- |
| BW              | Rotbuche (Fagus sylvatica) | Hohenbocka, ca. 200 m in westlicher Richtung von der Grabstätte Familie von Götz (51° 25′ 36″ N, 13° 59′ 16,1″ O) |              |             | 0906-1  |
| BW              | Stieleiche (Quercus robur) | Hohenbocka, Schlosspark südlich Schloss auf Rasenfläche, nördliches Gehölz (51° 26′ 3,4″ N, 14° 0′ 12,2″ O)       |              |             | 0906-2  |
| BW              | Stieleiche (Quercus robur) | Hohenbocka, Schlosspark südlich vom Schloss, südliches Gehölz (51° 26′ 2,6″ N, 14° 0′ 11,7″ O)                    |              |             | 0906-3  |
| BW              | Stieleiche (Quercus robur) | Hohenbocka, Südseite Dorfanger (51° 25′ 57″ N, 14° 0′ 25,3″ O)                                                    |              |             | 0906-4  |
| BW              | Stieleiche (Quercus robur) | Hohenbocka, Buswendeplatz, zwischen Kirche und Schlesischem Hof (51° 25′ 55,7″ N, 14° 0′ 27,9″ O)                 |              |             | 0906-5  |
| BW              | Stieleiche (Quercus robur) | Hohenbocka, östlich Reiterhof, an der Weinbergstr. Nr. 1 (51° 26′ 5,2″ N, 13° 59′ 58,4″ O)                        |              |             | 0906-6  |
| BW              | Stieleiche (Quercus robur) | Hohenbocka, am Waldrand vor Koppel, südlicher Baum (51° 25′ 45,3″ N, 13° 59′ 29″ O)                               |              |             | 0906-7  |
| Fotos hochladen | Stieleiche (Quercus robur) | Hohenbocka, am Radweg von Hohenbocka nach Peickwitz, nördlicher Baum (51° 26′ 23,2″ N, 14° 0′ 17,5″ O)            |              |             | 0906-8  |
| Fotos hochladen | Stieleiche (Quercus robur) | Hohenbocka, am Radweg von Hohenbocka nach Peickwitz, südlicher Baum (51° 26′ 22,6″ N, 14° 0′ 17,9″ O)             |              |             | 0906-9  |
| BW              | Stieleiche (Quercus robur) | Hohenbocka, am Waldrand vor Koppel, nördlicher Baum (51° 25′ 46,4″ N, 13° 59′ 29,6″ O)                            |              |             | 0906-10 |
| Fotos hochladen | Stieleiche (Quercus robur) | Hohenbocka, nördlich des Weges nach Guteborn, ca. 550 m vom Friedhof entfernt (51° 25′ 47,6″ N, 13° 59′ 30″ O)    |              |             | 0906-11 |